# Tükörországban (Lost)
2007. május 23-án került először adásba az amerikai ABC csatornán a sorozat 69-edik részeként. Ez a harmadik évad duplarészes befejező epizódja. Damon Lindelof és Carlton Cuse írta, és Jack Bender rendezte. Az epizód középpontjában Jack Shephard áll.

## Ismertető

### Valós idejű történések

#### 1. rész
Sayid tervének megfelelően önmaga, Jin és Bernard a táborban marad felfegyverkezve, hogy felrobbantsák a közeledő Többieket. Jack a túlélőkkel és Danielle-lel pedig elindul a rádiótorony felé, hogy felvegyék a kapcsolatot Naomi hajójával. Az indulás előtt Sayid nyomatékosan utasítja Jack-et, hogy bármi történjen is, ne forduljanak vissza.
A Tükör állomáson Bonnie és Greta egy székhez kötözik Charlie-t, és vallatni kezdik róla, hogyan és miért jött le ide. Charlie elárulja, hogy Juliet beszélt neki az állomásról. Bonnie és Greta átmennek egy másik szobába, és rádióval felhívják Bent. Beszámolnak neki Juliet árulásáról. A nyitott ajtón keresztül Charlie észreveszi a villogó sárga fényt, amiről Desmond beszélt. Ben elküldi Mikhail-t az állomásra, ezzel felfedve hazugságát, hisz korábban azt mondta, az állomás el van árasztva.
A táborba megérkezik a Többiek csapata. Megkeresik a megjelölt sátrakat, hogy elrabolhassák a terhes nőket. Észreveszik, hogy a sátrak üresek, de ekkor már túl késő. Sayid és Bernard felrobbantja Ivant és Diane-t, valamint további hármat. Jinnek nem sikerül eltalálnia a dinamithalmot, de lelövi Luke-ot és Matthew-t. Végül azonban a Többiek elfogják őket.
A távolban a Jack által irányított túlélők - különösen Rose és Sun - aggódni kezdenek, mivel csak két robbanást hallottak három helyett. Vissza akarnak fordulni, de Jack nem engedi meg nekik, és tovább folytatják útjukat.
Charlie elmondja Bonnie-nak és Greta-nak, azért jött, hogy kikapcsolja a zavaró adást. Bonnie azt mondja neki, rajta kívül csak Greta és Ben ismeri a kikapcsoláshoz szükséges kódot. Charlie szerint nem lesz rá szükség, mert az állomás el lesz árasztva. Bonnie megkérdezi Charlietól, ha az állomás elárasztódik, mi lesz vele. Charlie teljes nyugodtsággal azt feleli, „én meg fogok halni”.
Tom rádión keresztül tájékoztatja Bent, hogy a túlélők csapdát állítottak nekik, és heten meghaltak. Ben parancsára fegyvert szegeznek Jinre, hogy Sayid és Bernard elmondják, hová mentek a túlélők. Sayid megpróbálja lebeszélni Bernardot a beszélésről, de sikertelenül. Bernard elmondja, hogy Jack vezetésével elmentek az adótoronyhoz, hogy segítséget kérjenek Naomi csapatától. Azt is elmondja, hogy Karl-nak köszönhetően indultak el még a Többiek megérkezése előtt. Ben rájön, hogy Alex beszélt Karl-lal.
Reggel Ben tervbe veszi, hogy elmegy a rádiótoronyhoz, és lebeszéli Jacket a tervéről. Richardot arra utasítja, hogy vezesse a csapatot a „templomhoz”. Alex is Ben-nel akar menni. Ben megengedi neki, mondván: „ez egy igazán jó ötlet, legalább újra láthatod Karlt”.
Desmond magához tér a csónakban, és rájön, hogy Charlie lement az állomásra. Hirtelen lőni kezdenek rá. Mikhail az. Desmond leúszik az állomásra és megtalálja a fogva tartott Charlie-t. Bonnie és Greta a másik szobából meghallják, hogy Charlie beszél valakihez, ezért sietve előjönnek. Ám mire odaérnek, Desmond elbújik a fegyverraktárban. Charlie úgy tesz, mintha mindvégig csak énekelt volna. Mikhail később, teljes búvárfelszerelésben érkezik meg az állomásra. Csodálkozik Bonnie és Greta láttán, mert úgy vélte, ők a „kanadai küldetésen” vannak. A két nő azt mondja, Ben vette rá őket, hogy hazudjanak. Charlie beismeri Mikhailnak. hogy a zavaró berendezés kikapcsolása miatt jött ide.
Ben rádión keresztül felhívja Mikhailt és elnézést kér a Tükör állomás felőli hazugsága miatt. Arra utasítja, hogy ölje meg Charliet és a két nőt, és biztosítsa, hogy a zavaró berendezés továbbra is működésben legyen. Mikhail megkérdezi Bent, miből lehet biztos abban, hogy nem mondta-e ugyanezt Bonnie-nak és Greta-nak, kiegészítve Mikhail megölésének parancsával. Ben azt feleli: „ha ezt tettem volna, már rég halott lennél”.
Kate szerint vissza kellene menni a táborba segíteni Sayidékon. Sawyer ellenzi Kate tervét. Kate dühös Sawyerre, mert amióta visszajött a Fekete Sziklától, teljesen megváltozott. 20 perccel később Sawyer bejelenti Jacknek, hogy visszamegy a táborba - de Kate nélkül. Juliet is csatlakozik hozzá, ugyanis tud egy útbaeső helyet, ahol fegyverek vannak elrejtve. Juliet megcsókolja Jacket, amit Kate megrökönyödve figyel.
Nem sokkal elindulásukat követően Juliet bevallja Sawyernek, hogy nincs semmiféle elrejtett fegyver, csupán azért mondta azt, hogy Jack elengedje őket. Hurley utoléri őket, és azt kéri, hadd tartson velük, hogy segíthessen. Sawyer elküldi őt, mert úgy gondolja, Hurley csak a terhükre lenne.
Alex megkérdezi Bentől, miért engedte, hogy vele jöjjön. Ben azt mondja, azért, hogy elvigye őt az új családjához, mivel elárulta őt. Alex dühös Benre amiért eltiltja Karltól, mondván, nem akarja hogy teherbe essen. Arra kéri apját, hagyja, hogy a repülőgép-szerencsétlenség túlélői elhagyják a szigetet, de Ben azt feleli: „Azt nem tehetem”.
Majdnem egy egész nappal azután, hogy Ben lelőtte, John magához tér a DHARMA Kezdeményezés megölt tagjainak sírhelyében. Észreveszi, hogy nem tudja mozgatni a lábait. Odanyúl a pisztolyért, majd a fejéhez szegezi. Ebben a pillanatban a verem fölött megjelenik Walt, és arra utasítja Johnt, hogy keljen fel. „Dolgod van” - mondja neki.

#### 2. rész
Jack biztosítja róla Kate-et, hogy Sawyer csak azért nem akarta, hogy vele menjen a partra, mert nem szeretné, ha baja esne. Ugyanezért nem akarta Jack sem, hogy Kate visszamenjen érte, amikor a Többiek-kel volt. Kate furcsállja, hogy Jack miért védi ennyire Sawyert. „Azért, mert szeretlek” - vallja be Jack.
Körülbelül egy órányira a rádiótoronytól Ben és Alex feltartóztatják Jacket és a túlélőket. Elhívja Jacket egy a közelben fekvő helyre, hogy négyszemközt beszélhessen vele. Elmondja Jacknek, hogy Naomi egyike a „rossz fiúk”-nak, és ha felveszik a kapcsolatot a hajójával, mindenki meg fog halni a szigeten. Éppen ezért arra kéri Jacket, adja oda Naomi adóját. Jack nem hajlandó erre, ezért Ben drasztikusabb megoldást keres annak megszerzésére. Rádión keresztül utasítja Tomot, hogyha nem hallja meg a hangját a rádióban egy percen belül, lője le Jint, Sayidot és Bernardot. Jack továbbra sem hajlandó átadni menekülésük talán egyetlen lehetséges eszközét Bennek, így az egy perc leteltével három lövés hallatszik Ben rádiójában. Jack brutálisan összeveri Ben arcát tettéért. Magához veszi a rádiót és megígéri Tomnak, hogy az első dolga azután, hogy megmenekítette a túlélőket, az lesz, hogy megkeresi és megöli őt.
Jack visszavezeti az összevert Bent a túlélőkhöz. Danielle közelebbről is megnézi lányát, Alexet, mire Ben bevallja lányának, hogy a nő az édesanyja. Danielle első mondanivalója lánya számára az, hogy segít-e neki megkötözni Bent. Eközben Jack elmondja Kate-nek, mit tett az imént Ben. Kate megkérdezi tőle, miért nem ölte meg Bent. Jack azt válaszolja, megengedi Bennek, hogy lássa, ahogy megmenekülnek, azután végez vele.
A Tükör állomáson Mikhail megtudja Bonnie-tól és Greta-tól, hogy ha az állomás elárasztódik, a zavaróberendezés attól még tovább tud működni, továbbá azt is, hogy csak ők ketten ismerik az inaktiváló kódot. Ennek tudatában, lelövi Gretát. Bonnie megpróbál elmenekülni, de Mikhailnak sikerül hátba lőnie. Mielőtt megölhetné Bonnie-t, Desmond előjön a fegyverraktárból és egy szigonypisztollyal keresztüllövi Mikhailt. Charlie megpróbálja kiszedni a haldokló Bonnie-ból az adás megszüntetéséhez szükséges kódot. Bonnie elkezdi sorolni a beírandó számokat, de már nincs elég életereje ahhoz, hogy végigmondja, ezért még gyorsan elmondja Charlienak, hogy a kód a billentyűzet gombjainak hangjához lett hozzárendelve, és a Beach Boys Good Vibrations című száma lett lekottázva vele. „Egy zenész programozta be” - mondja Bonnie halála előtt.
A túlélők táborában Tom arról beszél életben maradt két társának egyikével, Pryce-szal, hogy meg kellett volna ölniük a három foglyul ejtett túlélőt, ahelyett, hogy engedelmeskedve Ben parancsának a homokba lőnek bele. Ezalatt, Sawyer és Juliet a fák rejtekéből figyelik őket. Úgy vélik, a tervük nem fog működni, mivel fegyvertelenek és kevesen vannak. Hirtelen, Hurley robog elő a DHARMA furgonnal, és begyorsítva keresztülhajt Pryce-on. Sawyer megkaparintja Pryce pisztolyát. Sayidnak sikerül elgáncsolnia az előtte álló Jasont, majd lábaival átkulcsolva kitöri a nyakát. Egyedül Tom maradt életben. Juliet és Sawyer fegyvert szegeznek rá. Tom megadja magát, de Sawyer ennek ellenére is lelövi. „Ezt a gyerek elrablásáért a tutajról” - mondja a halott Tomnak. Hurley úgy véli nem lett volna szükség erre, de Sawyer azt mondja, „Nem hittem neki”.
Hurley Tom rádiójának segítségével kapcsolatba kerül Ben rádiójával, ami Jacknél van, így be tud számolni a Többiek sikeres kiiktatásáról, valamint arról, hogy Sayid, Bernard és Jin, csakúgy mint Sawyer és Juliet, megmenekültek. Claire Charlie felől kérdezi Hurley-t, de róla nem tud mondani semmit.
A Tükör állomáson, miközben Desmond előkészíti a búvárfelszerelést a merüléshez, Charlie lekódolja a Good Vibrations-t, s ezzel megszünteti a zavaró jelet. Charlie megjegyzi, „ennyit a sorsról”, majd épp készül elhagyni a termet, amikor egy bejövő adást fedez fel. Videobeszélgetés keretében, Charlienak sikerül kapcsolatba lépnie Desmond szerelmével, Penny-vel. Charlie Desmond után kiált, s bár Desmond nem hallja meg, Penny-t megnyugtatja a tudat, hogy Desmond életben van. Charlie a hajóról és Naomiról kérdezi Pennyt; de Penny nem tud semmiféle hajóról és Naomiról.
Desmond észreveszi, hogy Mikhail teste eltűnt. A Charlie melletti kis ablakon keresztül Mikhail kopogtat be - egy gránáttal a kezében. Charlie bezárja a terem ajtaját. Mikhail aktiválja a gránátot, minek következtében az ablak szétrobban és víz áramlik a terembe, ahová Charlie az imént bezárta magát. Desmond megpróbálja betörni az ajtót, hogy kimenekítse Charliet. Mielőtt teljesen ellepné a víz, Charlie filctollal a tenyerére ír valamit, majd az ajtóüvegen keresztül megmutatja Desmondnak. NEM PENNY HAJÓJA - olvasható rajta. Megfulladása előtt Charlie keresztet hint maga előtt.
A rádiótoronynál Naomi boldogan újságolja Jacknek, hogy egy zöld jelzés jelent meg az adóján, ami azt jelenti, hogy a zavaró jel megszűnt, és egy bejövő adás észlelhető. Hamar kiderül azonban, hogy az adás Rousseau segélykérése. Rousseau bemegy a toronyba, és véglegesen törli üzenetét. Ben, akit egy fához kötöztek, óva inti Jacket a telefon használatától, ugyanis szerinte ez egy óriási hiba lenne és „a vég kezdete”.
Épp akkor, amikor Naominak sikerül bemérnie egy bejövő adást, John késsel hátbadobja őt. Naomi holtan esik össze. John fegyvert szegez Jackre, és megpróbálja megakadályozni, hogy Jack segítséget kérjen. Ben arra utasítja, hogy ölje meg Jacket, de Rousseau leüti, még mielőtt bármi mást mondhatna Johnnak. Jack azt mondja John-nak, nem tarthatja itt őket többé a szigeten. Végül John leereszti a fegyvert és távozik, bár előtte megjegyzi Jacknek, „nem szabadna ezt tenned”. Jack felveszi a telefont. Egy Minkowski nevű férfi válaszol neki. Jack említi neki Naomit, akiről a férfi igazolja, hogy ismeri. Jack megkérdezi tőle, be tudják-e mérni a helyzetüket; Minkowski igennel felel neki, és elmondja, hogy azonnal értük küld egy mentőcsapatot. Ben tehetetlenül figyeli a túlélők ujjongását. Jack alig tudja visszatartani örömkönnyeit.

### A Szigetről való kijutást követő események
Jack egy repülőgépen iszogat. Elég depressziós, lecsúszott állapotban van. Az utaskísérő megkéri, hogy ivás helyett inkább olvasson újságot. Jack neki is lát. Úgy tűnik valami fontos dolgot talált benne. Később, a leszállás után, Jack megáll egy hídon a kocsijával, és a kitépett újságcetlit olvasgatja. Úgy tűnik, eléggé megrázta az olvasott dolog; sírva fakad. Felhív valakit, és összevissza beszél. Utána kimászik kocsijából, és véget akar vetni az életének, leugorva a hídról. Néhány pillanat habozása után hallja egy személygépkocsi fékcsikorgását hallja maga mögül. Az ösztönei azt súgják, segítenie kell; Jack szembeszáll a roncs tüzével és próbál segíteni az áldozatoknak.
Jack a kórházban van a sérültek bevitele után, s volt felesége, Sarah jön látogatóba hozzá. Kínos pillanatok elé néznek. Az is kiderül, hogy Jacket a híradósok várják kint a hőstette miatt. Jack haza akarja vitetni magát Sarah-val, de a nő szerint nem lenne helyes, mert már férjnél van. Jack elbúcsúzik a nőtől. Mint kiderül, Jack egy 8 éves kisfiút és 40 éves anyját szedte kis az égő roncsból. A kisfiú jól van, de az anyának sürgős gerincműtétre van szüksége. Jack a nő kórlapját nézegeti, közben pedig valamiféle orvosságot szedeget. Megjelenik egy orvos, Dr. Hamill, akitől Jack engedélyt kér rá, hogy ő végezhesse a műtétet. A férfi azt mondja, ez nem lehetséges.
Később láthatjuk a dokit, miközben megvizsgálja annak a nőnek az orvosi kartonját, akit megmentett az autókatasztrófánál. Dr. Hamill besétál és megmagyarázza Jacknek, hogy egy másik doktor végre fogja hajtani a gerincműtétet a nőn. Ezután egy másik helyszínen vagyunk. Jack kocsija a város egy rossz helyén parkol, és Jacket majdnem elüti egy autó.
Jack belép egy ravatalozóba, ahol van egy lezárt koporsó, és nincs senki más a szobában. Egy alkalmazott belép, Jack a temetésről kérdezi. Az alkalmazott azt mondja, hogy senki nem jött el a koporsóért. Jack kérdez az áldozat családja és barátai felől, de nem jön válasz. Az alkalmazott egyedül hagyja a dokit a koporsóval. Jack megkérdezi még, hogy ki van benne, de a férfi azt feleli nem tudja.
Jack megpróbálja megkapni a receptjéért járó gyógyszert, de a pultos ellenáll. Jack követeli a gyógyszert amit az apja, dr. Christian Shephard írt fel. Egy másik ember megvédi Jacket, miközben hősnek nevezi őt, amit Jack tagad. Amikor a nő megpróbálja hívni dr. Shephard hivatalát, Jack tombolni kezd.
Jacket újra a kórházban látjuk, miközben ellop néhány adag fájdalomcsillapítót. Jack, ahogy halad a folyosón megbotlik, és leejt néhány dolgot a padlóra. Dr. Hamill látja Jacket és megmagyarázza, hogy az a nő, akit megmentett, ébren van. A nő elmondja Jacknek, hogy az az ok, amiért összetört, az autója a hídon, hogy látott egy pacákot a híd korlátnál, aki épp ugrani készült. Dr. Hamill megkérdezi Jacket, hogy mennyit ivott, mert ha így folytatja úgy jár, mint az apja, és kirúgják. Jack visszautasítja Dr. Hamill közeledését, és elrohan a kórházból.
A kétségbeesett Jack egyedül a koszos lakása padlóján ül, miközben iszik. Jack felveszi a telefont, és tárcsáz egy számot. Egy nő válaszol, és a doki arra kéri a nőt, hogy találkozzon vele. A kijelölt helyszínnél Jack meglátja azt az autót, amire várt, és Kate száll ki a járműből. Ahogy beszélnek, minden egyes jel arra utal, hogy ezek az események a szigetről való elkerülés után történnek. Jack elmondja, hogy amikor repülővel utazik, csak arra vár, hogy az lezuhanjon, de Kate beszáll a kocsiba, és elhajt. Jack ordítani kezd: "Vissza kell mennünk!"